# Custer, Michigan
Custer är en ort (village) i Mason County i Michigan. Vid 2020 års folkräkning hade Custer 272 invånare.